# Der Wurschtl
Der Wurschtl ist ein bekanntes Wienerlied aus dem Jahr 1946.
Das von Hans Lang komponierte und von Erich Meder getextete Lied beschreibt das Wien der unmittelbaren Nachkriegszeit. Besonders bekannt ist die Interpretation von Heinz Conrads, wodurch sich das Lied rasch verbreitete.

## Bedeutung
Mit der Figur des „Wurschtls“ hat Erich Meder ein Denkmal gesetzt, sodass man ihn mit Fug und Recht als Chronisten der Wiener Seele bezeichnen kann.  Mit dem „Der Wurschtl“ bringt er nicht nur den Charakter des Kasperls, sondern auch des typischen Wieners auf den Punkt. Mit dem Bild vom Wiederaufbau Wiens, der Erhöhung der Figur des Kasperls zum „ewigen Wurschtl“ und dem Mythos vom  „ewigen Wien“ zeichnet er die Wiener Seele nach. Zusätzlich verewigt er im Refrain eine signifikante Charaktereigenschaft des Wieners, das Durchwurschteln, das Rauswurschteln.

## Inhalt
Das Lied spannt den Bogen von einem Praterbesuch eines Kindes über einen väterlichen Ratschlag bis zur Erinnerung des nunmehr erwachsen gewordenen Kindes an diesen Praterbesuch. Dabei fungiert der Wurschtl als Begleiter, dem das Schicksal ebenso mitspielt wie er es meistern kann.